# Митридат V од Понта
Митридат V од Понта или Митридат V Еуергет је био краљ Понта од око 150. п. н. е. до око 120. п. н. е. Као римски савезник дао је војни допринос за време Трећега пунскога рата и за време рата са Аристоником око Пергама. Због заслуга у рату са Аристоником Римљани су га наградили Великом Фригијом. Отрован је на банкету у Синопи 120. п. н. е. Отац је чувенога Митридата VI од Понта, који је са Римљанима дуго водио Митридатове ратове.

## Савезништво са Римском републиком
Син је понтскога краља Фарнака I од Понта и Нисе. Његова сестра Ниса од Каподокије удала се за Аријарата V од Каподокије. Мајка му је умрла приликом порођаја. Рођен је и образован у Понту. Наследио је око 150. п. н. е. на трону свога стрица Митридата IV од Понта. Следио је политику савезништва са Римском републиком, коју је започео његов стриц око 155. п. н. е. Потпомагао је Римљане са нешто бродова и мањом војском за време Трећега пунскога рата (149–146. п. н. е.).

## Добија Фригију од Римљана
Помагао је Римљанима и за време рата са Аристоником (Еумен III) од 131. до 129. п. н. е. Због заслуга у том рату римски конзул Маније Аквилије Старији наградио је Митридата давши му провинцију Фригију. Према тврдњама Митридата VI Фригија је добијена као награда за учешће у рату са Аристоником, али и поред тога Митридат V је морао да плати мито Манију Аквилију Старијем. Међутим римски Сенат је поништио одлуке Манија Аквилија тврдећи да је то учињено због мита, који је Маније добио. Ипак према Јустину изгледа да је Фригија ипак остала у поседу Понта све до смрти Митридата V од Понта.

## Проблем Каподокије
Митридат је извео инвазију на Каподокију. Међутим Јустин помиње да је Митридат своју ћерку Лаодику од Каподокије оженио за каподокијскога краља Аријарата VI од Каподокије. Обично се мисли да је до венчања дошло након инвазије. Претпоставља се да је Митридат извео инвазију, а онда је ипак одлучио да не задржи освојену територију. Уместо тога оставио је Аријарата на трону и надао се да ће контролисати Каподокију помоћу Лаодике. Постоји и друга теорија да је Митридат извео инвазију по захтеву Аријарата VI од Каподокије да би му помогао да реши унутрашње проблеме.

## Отрован на банкету
Митридата је на његовом величанственом банкету у Синопи око 120. п. н. е. отровала непозната особа. Након његове смрти трон је наследио Митридат VI од Понта, али пошто су он и његов брат били малолетни Лаодика VI је владала као регент.

## Покровитељ и дародавац
Био је велики покровитељ хеленске културе, што показују нађене кованице и почасни натписиу Атини и Делосу, на којима је наведено име дародаваца. На Капитолу је постојао двојезични натпис, који је њему посвећен.

## Породица
Оженио се селеукидском принцезом Лаодиком VI, ћерком Антиоха IV Епифана. Био је у роду са Селеукидима. Имао је са Лаодиком седморо деце, а познати су Митридат VI од Понта, Митридат Хрест, Лаодика (сестра и жена Митридата VI) и Лаодика од Каподокије.